# Beavercreek, Ohio
Beavercreek är en stad i Greene County i Ohio. Vid 2020 års folkräkning hade Beavercreek 45 193 invånare.